# Zsolt Nemcsik
Zsolt Nemcsik (Budapest, 15 de agosto de 1977) es un deportista húngaro que compitió en esgrima, especialista en la modalidad de sable.
Participó en tres Juegos Olímpicos de Verano, obteniendo una medalla de plata en Atenas 2004, en la prueba individual, el quinto lugar en Sídney 2000 y el séptimo en Pekín 2008, en la prueba por equipos.
Ganó cinco medallas en el Campeonato Mundial de Esgrima entre los años 1998 y 2007, y cinco medallas en el Campeonato Europeo de Esgrima entre los años 2001 y 2006.

## Palmarés internacional
| Juegos Olímpicos   | Juegos Olímpicos          | Juegos Olímpicos  | Juegos Olímpicos  |
| Año                | Lugar                     | Medalla           | Prueba            |
| ------------------ | ------------------------- | ----------------- | ----------------- |
| 2004               | Atenas (Grecia)           | Medalla de plata  | Sable individual  |
| Campeonato Mundial |                           |                   |                   |
| Año                | Lugar                     | Medalla           | Prueba            |
| 1998               | La Chaux-de-Fonds (Suiza) | Medalla de oro    | Sable por equipos |
| 2001               | Nimes (Francia)           | Medalla de plata  | Sable por equipos |
| 2003               | La Habana (Cuba)          | Medalla de plata  | Sable por equipos |
| 2006               | Turín (Italia)            | Medalla de plata  | Sable individual  |
| 2007               | San Petersburgo (Rusia)   | Medalla de oro    | Sable por equipos |
| Campeonato Europeo |                           |                   |                   |
| Año                | Lugar                     | Medalla           | Prueba            |
| 2001               | Coblenza (Alemania)       | Medalla de bronce | Sable individual  |
| 2001               | Coblenza (Alemania)       | Medalla de bronce | Sable por equipos |
| 2002               | Moscú (Rusia)             | Medalla de bronce | Sable por equipos |
| 2005               | Zalaegerszeg (Hungría)    | Medalla de plata  | Sable individual  |
| 2006               | Esmirna (Turquía)         | Medalla de plata  | Sable por equipos |